# Desa Margaasih (administrativ by i Indonesien, lat -7,01, long 107,85)
Desa Margaasih är en administrativ by i Indonesien.   Den ligger i provinsen Jawa Barat, i den västra delen av landet, 140 km sydost om huvudstaden Jakarta.